# Ochancourt
Ochancourt és un municipi francès situat al departament del Somme i a la regió dels Alts de França. L'any 2007 tenia 254 habitants.

## Demografia

### Població

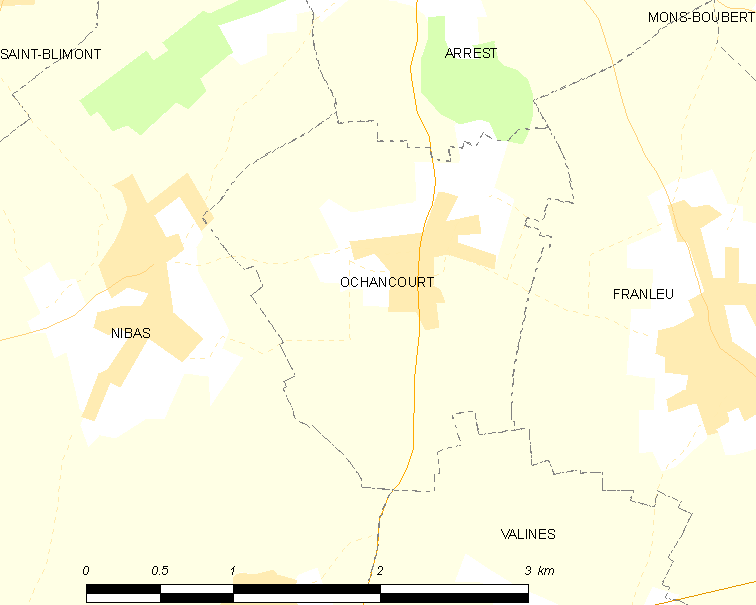
mapa del municipi

El 2007 la població de fet d'Ochancourt era de 254 persones. Hi havia 100 famílies de les quals 20 eren unipersonals (20 dones vivint soles i 20 dones vivint soles), 36 parelles sense fills, 36 parelles amb fills i 8 famílies monoparentals amb fills.
La població ha evolucionat segons el següent gràfic:
Habitants censats

### Habitatges

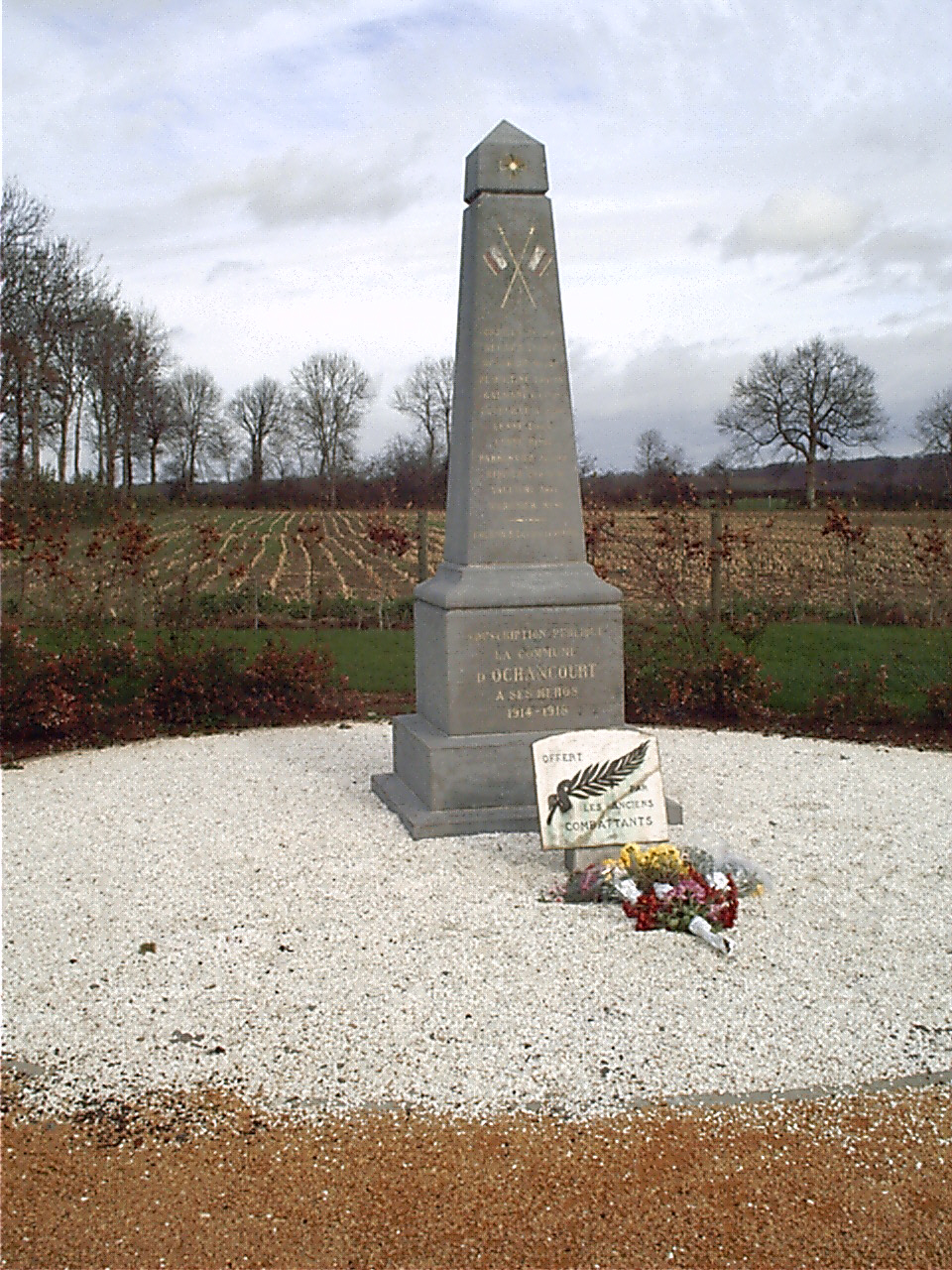
monument

El 2007 hi havia 122 habitatges, 104 eren l'habitatge principal de la família, 10 eren segones residències i 8 estaven desocupats. Tots els 122 habitatges eren cases. Dels 104 habitatges principals, 85 estaven ocupats pels seus propietaris, 15 estaven llogats i ocupats pels llogaters i 5 estaven cedits a títol gratuït; 1 tenia dues cambres, 14 en tenien tres, 35 en tenien quatre i 55 en tenien cinc o més. 97 habitatges disposaven pel capbaix d'una plaça de pàrquing. A 46 habitatges hi havia un automòbil i a 47 n'hi havia dos o més.

### Piràmide de població

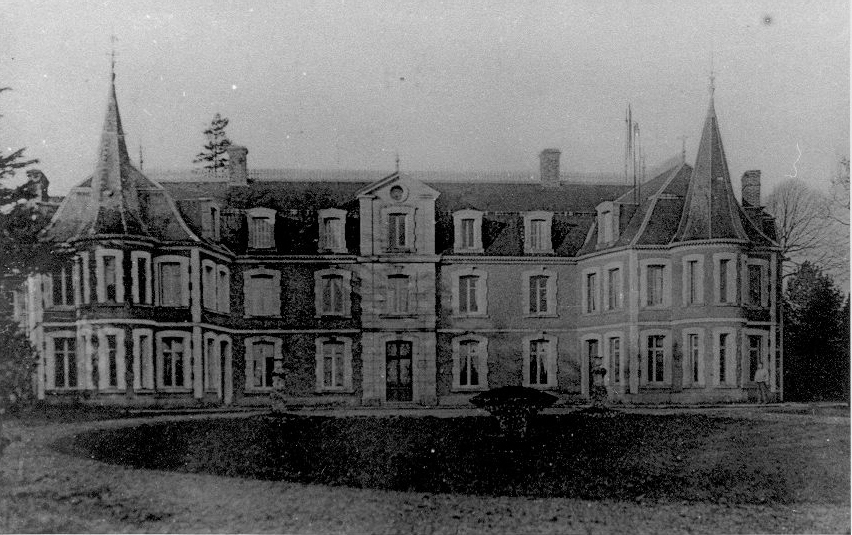
castell

La piràmide de població per edats i sexe el 2009 era:
| Homes | Edats   | Dones |
| ----- | ------- | ----- |
| 0     | 95 o +  | 0     |
| 0     | 90 a 94 | 0     |
| 0     | 85 a 89 | 0     |
| 0     | 80 a 84 | 4     |
| 16    | 75 a 79 | 16    |
| 4     | 70 a 74 | 4     |
| 4     | 65 a 69 | 12    |
| 8     | 60 a 64 | 0     |
| 4     | 55 a 59 | 0     |
| 12    | 50 a 54 | 12    |
| 16    | 45 a 49 | 12    |
| 8     | 40 a 44 | 8     |
| 8     | 35 a 39 | 4     |
| 4     | 30 a 34 | 12    |
| 4     | 25 a 29 | 8     |
| 4     | 20 a 24 | 4     |
| 8     | 15 a 19 | 0     |
| 0     | 10 a 14 | 0     |
| 8     | 5 a 9   | 16    |
| 8     | 0 a 4   | 0     |

## Economia

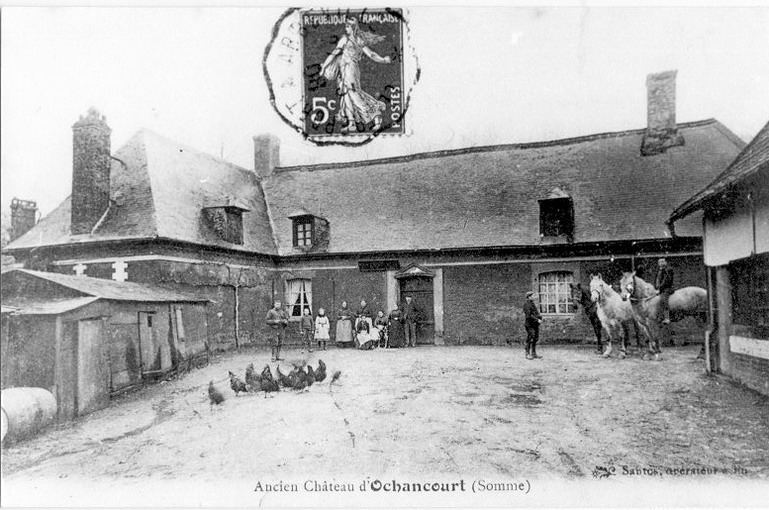

El 2007 la població en edat de treballar era de 166 persones, 120 eren actives i 46 eren inactives. De les 120 persones actives 104 estaven ocupades (59 homes i 45 dones) i 16 estaven aturades (7 homes i 9 dones). De les 46 persones inactives 20 estaven jubilades, 9 estaven estudiant i 17 estaven classificades com a «altres inactius».

### Ingressos
El 2009 a Ochancourt hi havia 115 unitats fiscals que integraven 287 persones, la mediana anual d'ingressos fiscals per persona era de 17.877 €.

### Activitats econòmiques
Dels 3 establiments que hi havia el 2007, 1 era d'una empresa de fabricació d'altres productes industrials i 2 d'empreses classificades com a «altres activitats de serveis».
Els 2 serveis als particulars que hi havia el 2009 eren perruqueries.
L'any 2000 a Ochancourt hi havia 7 explotacions agrícoles que ocupaven un total de 280 hectàrees.

## Equipaments sanitaris i escolars
El 2009 hi havia una escola elemental integrada dins d'un grup escolar amb les comunes properes formant una escola dispersa.

## Poblacions més properes
El següent diagrama mostra les poblacions més properes.